# 富蘭克林 (內布拉斯加州)
富蘭克林（英語：Franklin）是一個位於美國內布拉斯加州富蘭克林縣的城市。根據2010年美國人口普查，該地共人口1000人，而該地的面積約為2.57平方千米。同時該地也是富蘭克林縣的縣治。

## 地理
富蘭克林的座標為40°05′43″N 98°57′11″W / 40.09528°N 98.95306°W，而該地的平均海拔高度為568米（即1864英尺）。